# روگوزنا
روگوزنا (به صربی: Rogozna) یک کوه در صربستان است که در نووی پازار واقع شده‌است. روگوزنا ۱٬۵۰۴ متر بالاتر از سطح دریا واقع شده‌است.